# 成田洋明
成田 洋明（なりた ひろあき、1965年7月20日 - ）は、日本の歌手、青森県のローカルタレント。青森県青森市出身。O型。
ロックバンド『hot rod cadillac（ホット ロッド キャデラック）』ボーカル担当。

## 人物
2001年頃から青森放送のラジオ番組で、リポーターとしても活動をしている。
趣味はバイクで、YouTubeにおいてツーリングなどといったバイク関連の動画を定期的に公開している。

## 出演番組
特記以外は青森放送。

### 現在
ラジオ
- 十日市秀悦のサタデー横丁 （2012年10月6日 - ） - ラジオカーリポーター（青森地区担当）
- 麻生しおりの土曜はキュン （2014年10月4日 - ） - ラジオカーリポーター（青森地区担当）
- らじすく!エア（2023年4月3日 - ） - ラジオカーリポーター（水曜・木曜・金曜担当）
- ドライバーズJ（2023年4月3日 - ） - ナビゲーター
- リデアでモーター・ホビー買取りまSHOW!

テレビ
- 夢はここから深夜放送 ラッキー（青森朝日放送）

### 過去
ラジオ
- サタデー夢ラジオ
  - 弘前レポーター（2001年-2009年4月4日）
  - メインパーソナリティ（2009年4月11日-2012年9月29日(番組終了)）。

- 夢ラジ+（2006年10月-2009年4月4日）2008年11月15日の冒頭でライオンズの日本一を記念し「吠えろライオンズ」の生歌を披露。
- 今日も!あさぷり（リポーター）成田が歌う番宣用テーマソングがある。
- あおもりTODAY - 月-水曜ラジオカーリポーター
- あこもこジョッキー - コントに不定期出演
- GO!GO!らじ丸（2014年9月29日 - 2023年3月31日） - ラジオカーリポーター（月曜・火曜・金曜担当）
  - 2016年6月15日から2020年1月15日までは、水曜に月1回放送されたコーナー『成田洋明のゲームマンがやってきた!』にも出演していた。

- 土曜 トモラジ いいね - ラジオカーリポーター（青森地区担当）
- 良平のラジオにおいでよ!!  - 不定期ラジオカーリポーター、代理パーソナリティ

テレビ
- @なまてれ（リポーター、代理司会）
- シュワっと爽快バラエティー まるっと!（ABA）2011年4月8日-。「アミーゴ・ヒロアキ」名義。

## CM・曲
CM
※特記ない限りはテレビCM。
- カースーパー（青森市に2店舗を展開する中古車販売店）
- 回転鮨 清次郎※テレビ・ラジオ（RAB）ともに声のみ出演。ラジオ放送分は秋山博子アナと共演。
- パチンコライジンググループ（CMソング）
- 川崎近海汽船（同上）
- JU青森中古車グランドフェア（同上）
- 五所川原・焼き肉つるや（FMごしょがわら・青森放送ラジオのみ流れる）

曲
- 「吠えろライオンズ」（作詞:石川優子/作曲:石川優子/編曲:鈴木豪）1996年